# Тыльные межкостные мышцы стопы
Тыльные межкостные мышцы (лат. musculi interossei dorsales) — мышцы тыла стопы.

## Топография
Четыре тыльных межкостных мышц заполняют межкостные промежутки между плюсневыми костями стопы. Каждая мышца начинается от обращённых одна к другой сторон соседних плюсневых костей и, направляясь вперёд, прикрепляется к основаниям проксимальных фаланг II—IV пальцев вплетаясь в тыльную фасцию.

## Функция
Первая межкостная мышца тянет II палец стопы в медиальном направлении, вторая, третья и четвёртая смещают II—IV пальцы в латеральном направлении; все четыре мышцы огибают проксимальные фаланги и разгибают средние и дистальные фаланги указанных пальцев.